# Marie Schuster-Schörgarn
Marie Schuster-Schörgarn, geb. Schuster, verh. Sieger (* 15. April 1869 in Wien; † 4. Februar 1947 in Graz), war eine österreichische Malerin.

## Familie
Marie Schuster-Schörgarn war eine Tochter des Advokaten Ferdinand Schuster und dessen Ehefrau Marie, geb. Striech. Der Wiener Archivar, Historiker und Mundartdichter Richard Schuster (1867–1905, Pseudonym „Schörgarn“) war ihr Bruder. 1905 heiratete sie den Geografen Robert Sieger, mit dem sie 1908 einen Sohn bekam.

## Leben
Marie Schuster-Schörgarn war eine Schülerin von Hugo Darnaut in Wien und besuchte um 1895 die Malschule auf Schloss Plankenberg. Ab 1905 lebte sie in Graz. Dort stellte sie in den beiden Folgejahren mit dem Steiermärkischen Kunstverein aus. 1906 nahm sie an einer Ausstellung des Aquarellistenclubs im Künstlerhaus Wien teil. Sie war Mitglied der Vereinigung Bildender Künstler Steiermarks, deren Ausstellungen sie von 1916 bis 1919 beschickte. 1947 starb sie im Alter von 77 Jahren in Graz.

## Werk

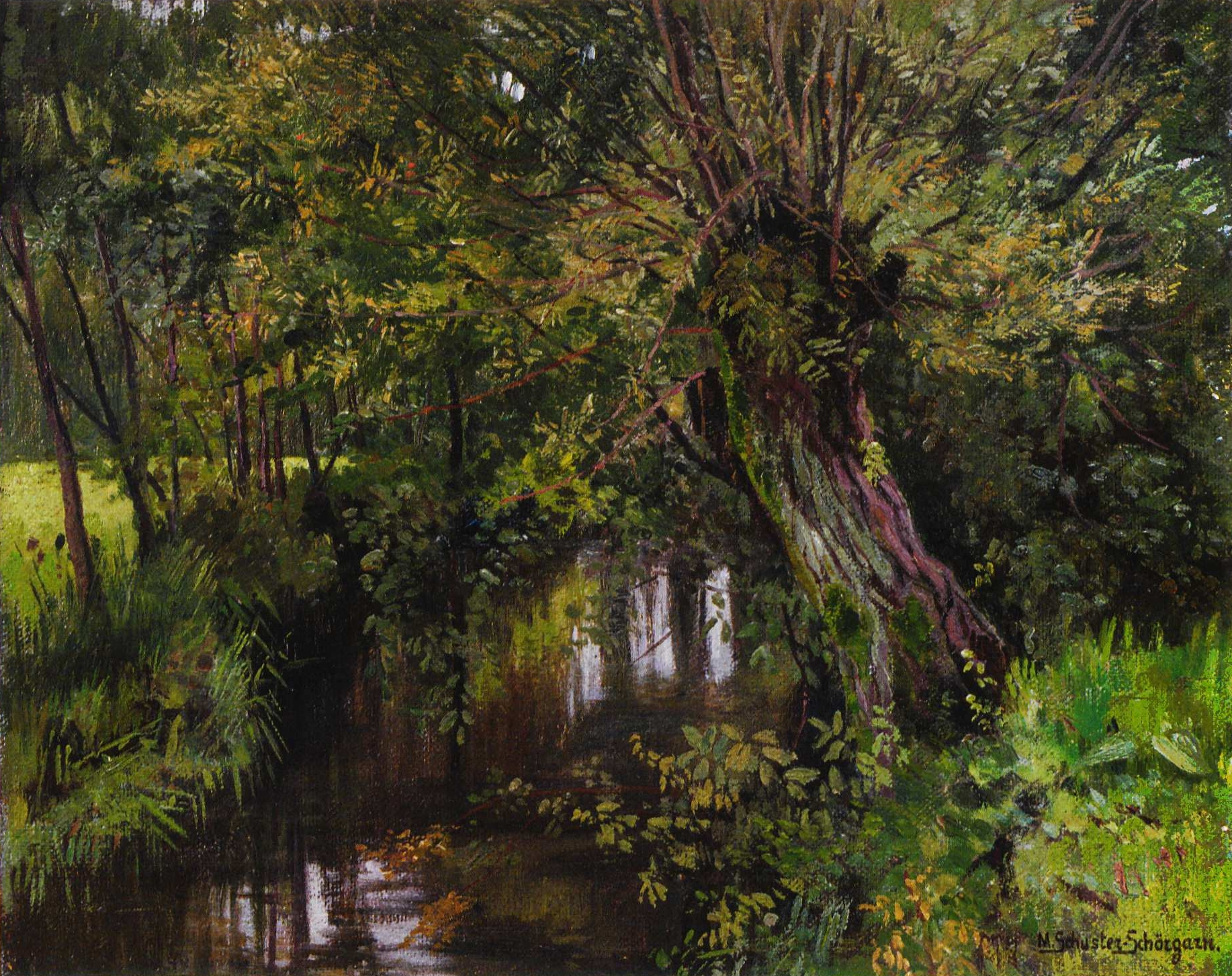
Ölbild Am Bach (ca. 1895)

Marie Schuster-Schörgarn betätigte sich als Landschaftsmalerin. Von ihren wenigen noch bekannten Werken kann abgeleitet werden, dass sie eine Vertreterin des österreichischen Stimmungsimpressionismus war. Sie zeigen für diese Strömung typische Motive wie eine überwucherte Bachuferlandschaft und ein Blumenbeet vor Bäumen und dem Teilausschnitt eines Hauses.
Werke (Auswahl)
- Blumen in einem Garten, ca. 1895, Aquarell auf Papier, 46 × 35,5 cm, Sammlung Eisenhut
- Am Bach, ca. 1895, Öl auf Leinwand, 33 × 39,5 cm, Neue Galerie Graz
- Blumen und umzäuntes Bauernhaus, 1906, Aquarell auf Papier, 18,2 × 12,2 cm, Neue Galerie Graz
- Nelkenbeete, 1906 Ausstellung des Aquarellistenclubs im Künstlerhaus Wien[4]
- Hohlweg, 1918 Ausstellung Kunstverein Baden, Ölbild[5]

## Ausstellungen (Auswahl)
- 1906, 1907: Steiermärkischer Kunstverein
- 1906: Aquarellistenclub, Künstlerhaus Wien
- 1916–1919: Vereinigung Bildender Künstler Steiermarks
- 1918: Kunstverein Baden
- 2020: Ladies first! Künstlerinnen in und aus der Steiermark 1850–1950, Neue Galerie Graz